# 1527 год в науке
В 1527 году произошли различные научные и технологические события, некоторые из которых представлены ниже.

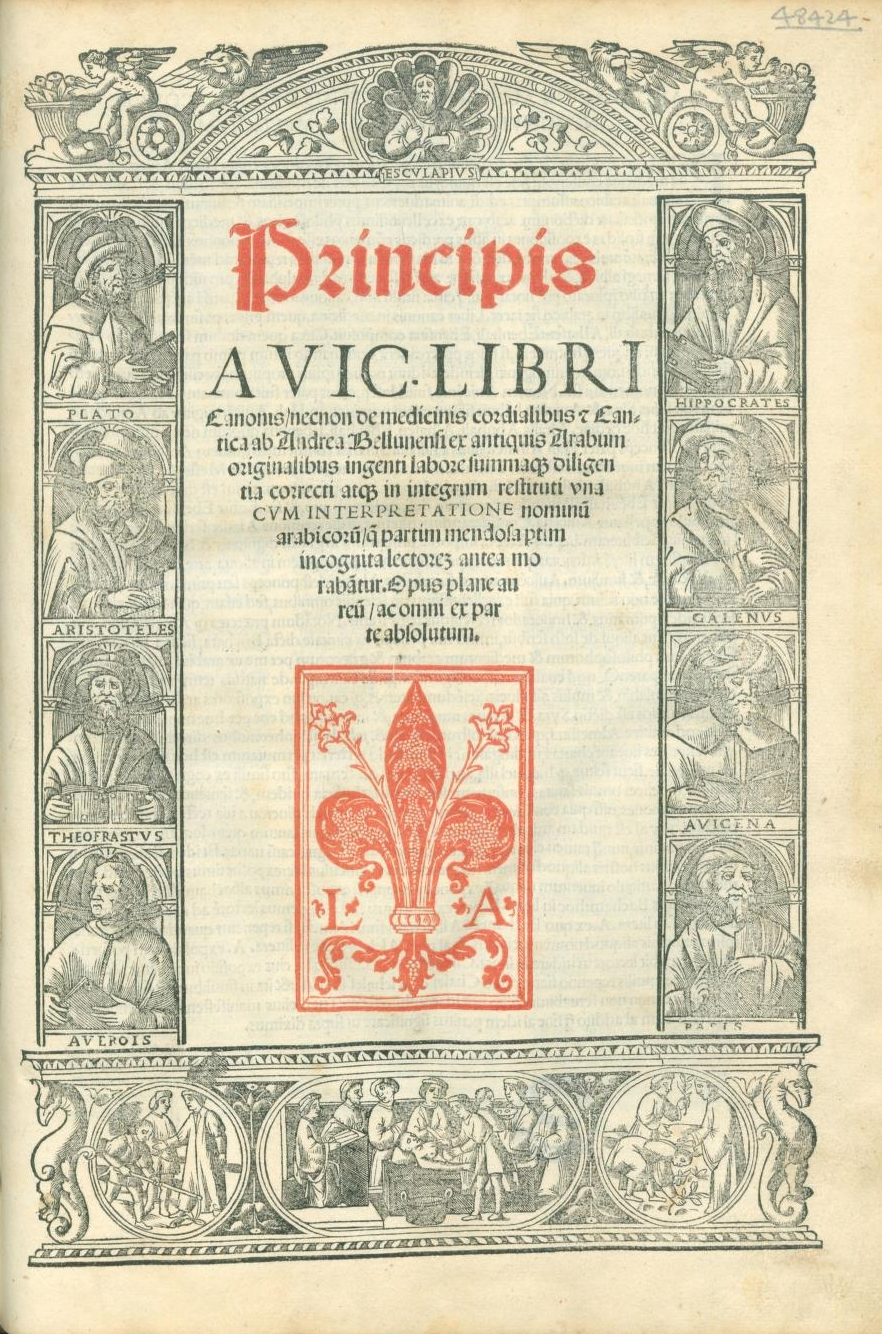
Avicenna Canon. (Книги канона, а также о сердечных лекарствах и кантике). Венеция: 1527

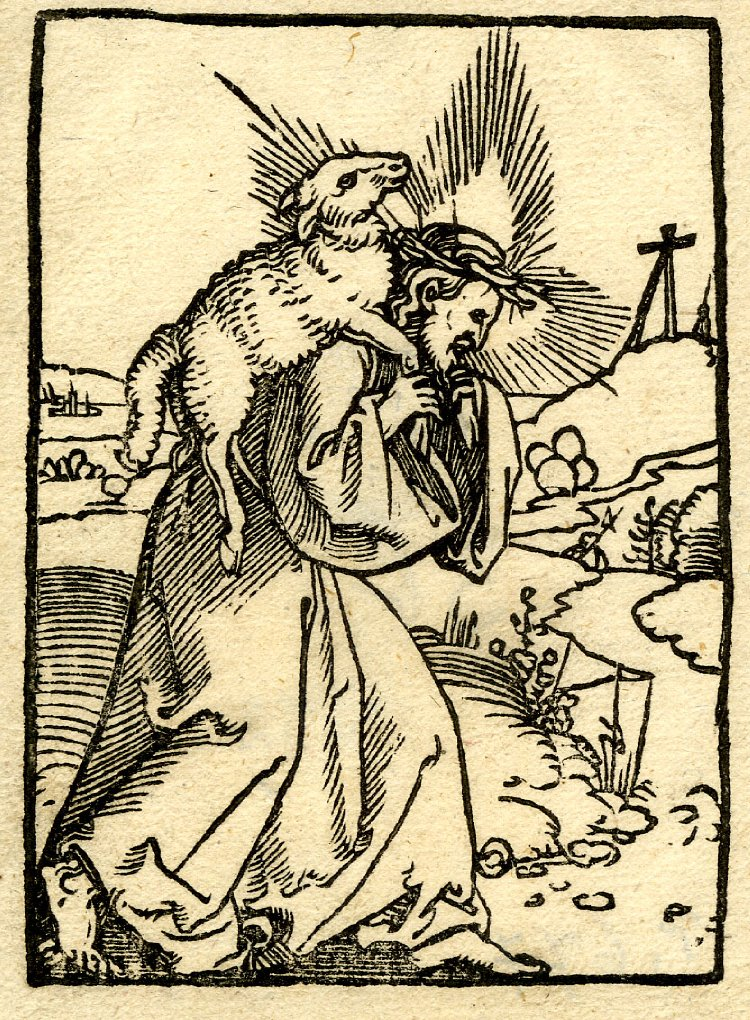
Ксилография Христа, несущего Агнца, иллюстрация из молитвенника Мартина Лютера, 1527

## События
Парацельс стал городским врачом Базеля. Городской совет назначил его профессором физики, медицины и хирургии.

## Публикации
- Альбрехт Дюрер издал труд «Руководство к укреплению городов, замков и теснин» (Etliche underricht zu Befestigung der Stett, Schloss und Flecken), в котором описывает, в частности, принципиально новый тип укреплений, который он назвал бастея.
- Петер Апиан издал справочник по коммерческой арифметике Ein newe und wolgegründete underweisung Aller Kauffmanns Rechnung in dreyen Büchern, mit schönen Regeln und fragstückengriffen.
- Жак де Бетанкур опубликовал труд «Nova pœnitentialis Quadragesima nec non Purgatorium in morbum gallicum sive venereume» о сифилисе и методах его лечения, в которой ввёл термин «венерическое заболевание».

## Родились
- 1 мая — Ян Стаде, фламандский астроном, математик, астролог. Один из видных создателей в конце XVI века эфемерид, астрономических таблиц (умер в 1579 году).
- 14 апреля — Авраам Ортелий, фламандский картограф, автор первого в истории географического атласа современного типа (умер в 1598 году).
- 13 июля — Джон Ди, британский натурфилософ, математик, географ, астроном, алхимик и оккультист, комментатор Евклида и Роберта Рекорда[1]. (умер в 1609 году).
- 1 ноября — Педро де Риваденейра, испанский мыслитель (умер в 1611 году).
- 23 ноября — Ли Чжи, китайский философ (умер в 1602 году).

## Без точной даты
- Ганс Вредеман де Врис, нидерландский архитектор и инженер, автор труда труд: «Perspectiva dat is de hooch gheruemde conste…».
- Микалоюс Даукша, лингвист, один из создателей литовской письменности (умер в 1613 году).
- Бартоломе де Медина, испанский теолог, основатель теории пробабилизма (умер в 1581 году).
- Пема Карпо, тибетский буддист, автор 24 рукописных томов по философии, логике, литературе, истории и астрологии.

## Умерли
- 22 июня — Никколо Макиавелли, итальянский мыслитель (род. в 1469 году).
- 28 июля — Родриго де Бастидас, испанский конкистадор, исследователь северного берега Южной Америки (род. около 1465)

## Без точной даты
- Андреа Фульвио, итальянский гуманист, нумизмат, исследователь римской старины (род. 1470).
- Людовик Цриевич Туберон, хорватский историк (род. в 1459 году).